# 1976 Голяма награда на Бразилия
1976 Голяма награда на Бразилия е 4-то за Голямата награда на Бразилия и първи кръг от сезон 1976 във Формула 1, провежда се на 25 януари 1976 година на пистата Интерлагос в Сао Пауло, Бразилия.

## Репортаж
Сезонът започна с неподходящ старт, след като Автомобилната федерация на Аржентина отнеми състезанието предназначено за 11 януари заради политически спорове. Сериозни въпросителни се появиха относно и състезанието в Бразилия, но организаторите решиха този проблем като платиха товарната такса, най-вече поради факта, че с Емерсон Фитипалди състезавайки се за отбора на своя брат, ще продадат достатъчно билети за уикенда.
Ферари започват защитата на двете си титли с 312T за действащия шампион Ники Лауда и Клей Регацони, решавайки да играят на сигурно и да изчакат завършването на новия 312T2. Тирел също решиха да не прибързат с новия болид, въпреки дългите тренировки с новия P34. Вместо това отбора е с 007 болиди за Джоди Шектър и Патрик Депайе. Лотус обаче се появиха с новия 77, като Рони Петерсон и Марио Андрети (който не повикан от Колин Чапман да вземе вакантното място, след като Парнели решиха да пропуснат пътуването до Сао Пауло). Брабам също дебютираха с нов болид, появявайки се с два нови BT45 с двигатели Алфа Ромео за Карлос Паче и Карлос Ройтеман.
Марч също пуснаха в употреба новия 761, като три екземпляра са за Виторио Брамбила, Ханс-Йоахим Щук и Лела Ломбарди. Макларън са все още с надеждния M23 за новия водач Джеймс Хънт и Йохен Мас. БРМ очакваха да продължат с Боб Еванс, така както е миналия сезон, но семейство Стенли вместо това наеха Иън Ашли. Шадоу продължават с DN5, предназначени за Том Прайс и Жан-Пиер Жарие, докато Пенске участват с Джон Уотсън, зад волана на новия болид PC3. Отборът на Уилямс претърпя огромни промени, най-вече с участието на Валтер Волф и тима закупиха шасито на Хескет 308C, преименувайки го на Уилямс FW05 за Джаки Икс, докато Ренцо Дзордзи подписа с тима за южно-американските кръгове, участвайки с миналогодишния Уилямс. Лижие JS5 също се появи в колоната, като зад волана на болида с голямата въздушна кутия кара Жак-Анри Лафит. За домашното Гран При, Фитипалди Аутомотив направи най-голямото усилие, като Емерсон Фитипалди прави първото си участие с новия отбор зад волана на конструирания от Ришар Дивилиа болид FD04, докато Инго Хофман е зад волана на миналогодишния FD03. Междувременно Инсайн, Съртис и Хескет решиха да останат в Англия, докато все още работят по болидите си.

### Квалификация
Всички 22-ма участника са записани за уикенда, което означава че нито един няма остане зрител за състезанието в неделя. Още повече дойде и промяна във формата, като от Гудиър поискаха от събота сутринта да се използва за състезателни стратегии, за да може да намали случаите с отпадания, поради механически проблеми причинени в някои от кръговете за сезон 1975. Това е одобрено от всички отбори, но не и за квалификацията като вместо това времената от тях няма да бъдат зачитани за решетката. Жарие е най-бърз по време на тренировките, но накрая остана на трета позиция. Вместо това Хънт успя да замлъкне критиците си, като постигна пол-позиция с две десети по-добро от времето на Лауда. След Жан-Пиер на втора редица се нареди Регацони, докато Фитипалди зарадва местните фенове с брилянтна пета позиция на стартовата решетка, пред Мас, Брамбила, Уотсън, Депайе и Паче, който страдаше от проблеми по новия си болид. Не само Брабам имаха проблеми в тренировките. Пилотите на Лотус също останаха назад в колоната въпреки липса на механически проблеми по новия Лотус 77, докато Икс също остана видимо недоволен от новия Уилямс, като дори е смутен от по-младия си съотборник.

### Състезание
Цялото трасе се разгорещи в неделя, но това не спря екзотичните фенове да посетят пистата и то с огромни количества, за да видят любимците си в това число и Хофман. Регацони прави добър старт, изпреварвайки Лауда и Хънт за първата позиция. Ники моментално обаче контра-атакува, следван отблизо от Хънт. Зад тях Брамбила задържаше Жарие, следван от Мас, Уотсън, Фитипалди, Прайс, Депайе, Шектър, Паче, Лафит, Щук, Андрети, Петерсон, Ройтеман, Дзордзи, Хофман, Икс и Ашли. Ломбарди се добра с ниска скорост в боксовете, за да бъдат очистени дроселовите клапани.
Регацони е длъжен да задържи Лауда зад себе си, което принуди Хънт да се доближи до Ферари-тата, след което Жарие също ги застигна, след като в шестата обиколка Шадоу-а се справи с Марч-а. Преди това Мас се опита да изпревари французина, но си повреди предния нос и трябваше да спре за смяна на нов, докато Прайс се откъсна от основната група, след което изпревари и Брамбила, който имаше затруднения с контролирането на своя болид. Уотсън стана първия отпаднал в състезанието, след като спря във втората обиколка с проблеми в горивната система, скоро следван от Ашли след като счупи горивната помпа на своя БРМ. Лошият уикенд на Лотус продължи, след като Петерсон и Андрети се удариха от което американеца трябваше да преустанови участието си със счупено предно окачване, докато Рони продължи още няколко обиколки преди и той да напусне с проблеми в горивното налягане.
Лауда реши да не чака повече и изпревари Регацони в началото на деветата обиколка, скоро следван от Хънт. Жарие също се опита да изпревари Регацони, но швейцареца успя да се защити от атаката. Французинът трябваше да спре в бокса с повредена джанта от контакта си с Ферари-то. Лауда се откъсна напред без присъствието на съотборника си, докато Хънт и Жарие имаха трудности да се задържат с австриеца. Зад Прайс, една от откачените болтове принуди Брамбила да спре в бокса, преди да отпадне после с теч в горивото. Това остави Депайе на пета позиция, докато Лафит направи добър прогрес, за да се добере до шестата позиция, преди да отпадне с повреда в трансмисията.
След преполовяване на половината дистанция, Лауда все още има комфортна преднина пред Хънт, който вече е притискан от Жарие. Макларънът успява да се задържи, преди двигателя да остане на седем цилиндъра и дросела да му създаде проблеми, което дава шанс на Шадоуа да го изпревари. Видимо в повторение на състезанието от предната година, Жарие започва да преследва Лауда като намалява преднината на австриеца с по секунда на обиколка. Хънт продължава да изостава, докато Прайс все още води пред Депайе и Щук, докато Емерсон влиза в бокса след като двигателя му засича през цялото състезание.
В 34-та обиколка преднината на Лауда е сведена то три-две секунди, но пред тях дросела на Хънт му отказа окончателно и загуби контрола върху машината, след което се удари в огражденията. Горивните охладители на неговия болид се разкъсаха от удара, оставайки по пистата масло. Лауда успя да избегне препятствието, но Жарие не се справи и той също отпадна, след като се вряза в мантинелите. Прайс също е хванат от разлятото масло, но успя да се задържи на трасето с цената на прекалено износване на гумите, от което Депайе се възползва и успя да изпревари уелсеца в последните обиколки.
Лауда отвори сезона със стил, постигайки убедителна победа на повече от 21 секунди от Депайе. Третото място на Прайс също е добър резултат, докато умереното представяне на Щук му награди с четвърто място. Проблемите на главните пилоти помогнаха на Шектър да се изкачи на пета позиция, с Мас вземайки последната точка от Регацони. Икс успя да си спаси уикенда с осма позиция пред Дзордзи, докато Паче остана на 10-о място с обиколка изоставане. Хофман финишира 11-и пред Фитипалди, който се върна на трасето без да му бъде оправян двигателя, но все пак запазвайки радостта на феновете си, докато Ломбарди остана на четири обиколки изоставане, след проблеми с дросела още в началото на надпреварата.

## Класиране
| Поз | No | Пилот             | Конструктор       | Обиколки | Време/Отпадане  | Място | Точки |
| --- | -- | ----------------- | ----------------- | -------- | --------------- | ----- | ----- |
| 1   | 1  | Ники Лауда        | Ферари            | 40       | 1:45:16.78      | 2     | 9     |
| 2   | 4  | Патрик Депайе     | Тирел-Форд        | 40       | + 21.47         | 9     | 6     |
| 3   | 16 | Том Прайс         | Шадоу-Форд        | 40       | + 23.84         | 12    | 4     |
| 4   | 34 | Ханс-Йоахим Щук   | Марч-Форд         | 40       | + 1:28.17       | 14    | 3     |
| 5   | 3  | Джоди Шектър      | Тирел-Форд        | 40       | + 1:56.46       | 13    | 2     |
| 6   | 12 | Йохен Мас         | Макларън-Форд     | 40       | + 1:58.27       | 6     | 1     |
| 7   | 2  | Клей Регацони     | Ферари            | 40       | + 2:15.24       | 4     |       |
| 8   | 20 | Джеки Икс         | Волф-Уилямс-Форд  | 39       | + 1 Об.         | 19    |       |
| 9   | 21 | Ренцо Дзордзи     | Уилямс-Форд       | 39       | + 1 Об.         | 17    |       |
| 10  | 8  | Карлос Паче       | Брабам-Алфа Ромео | 39       | + 1 Об.         | 10    |       |
| 11  | 31 | Инго Хофман       | Фитипалди-Форд    | 39       | + 1 Об.         | 20    |       |
| 12  | 7  | Карлос Ройтеман   | Брабам-Алфа Ромео | 37       | Без гориво      | 15    |       |
| 13  | 30 | Емерсон Фитипалди | Фитипалди-Форд    | 37       | + 3 Об.         | 5     |       |
| 14  | 10 | Лела Ломбарди     | Марч-Форд         | 36       | + 4 Об.         | 22    |       |
| Отп | 17 | Жан-Пиер Жарие    | Шадоу-Форд        | 33       | Катастрофа      | 3     |       |
| Отп | 11 | Джеймс Хънт       | Макларън-Форд     | 32       | Катастрофа      | 1     |       |
| Отп | 9  | Виторио Брамбила  | Марч-Форд         | 15       | Теч-масло       | 7     |       |
| Отп | 26 | Жак-Анри Лафит    | Лижие-Матра       | 14       | Трансмисия      | 11    |       |
| Отп | 5  | Рони Петерсон     | Лотус-Форд        | 10       | Катастрофа      | 18    |       |
| Отп | 6  | Марио Андрети     | Лотус-Форд        | 6        | Катастрофа      | 16    |       |
| Отп | 28 | Джон Уотсън       | Пенске-Форд       | 2        | Горивна система | 8     |       |
| Отп | 14 | Иън Ашли          | БРМ               | 2        | Горивна помпа   | 21    |       |

## Класиране след състезанието
| Поз | Пилот           | Точки |
| --- | --------------- | ----- |
| 1   | Ники Лауда      | 9     |
| 2   | Патрик Депайе   | 6     |
| 3   | Том Прайс       | 4     |
| 4   | Ханс-Йоахим Щук | 3     |
| 5   | Джоди Шектър    | 2     |
| 6   | Йохен Мас       | 1     |

| Поз | Конструктор   | Точки |
| --- | ------------- | ----- |
| 1   | Ферари        | 9     |
| 2   | Тирел-Форд    | 6     |
| 3   | Шадоу-Форд    | 4     |
| 4   | Марч-Форд     | 3     |
| 5   | Макларън-Форд | 1     |